# Autoritratto automatico
Autoritratto automatico è una raccolta di poesie di Umberto Fiori pubblicata nel 2023. 
La maggior parte dei testi poetici, scritti tra il 2000 e il 2023, denota un particolare cambiamento nel suo modo di scrivere. I cambiamenti più significativi sono: una maggiore presenza dell’io accompagnata da una maggiore attenzione ai comportamenti umani e alle relazioni io/altri; la preferenza assegnata alla forma poetica del poemetto rispetto ai componimenti brevi; la scelta di una forma più dialogica e la scelta del paesaggio non più esclusivamente metropolitano, ma anche naturale (Liguria).

## L'opera
La raccolta di poesie è suddivisa in quattro sezioni principali: 
1. Verso la faccia: in questa sezione, l’io poetico raccoglie le foto in una serie che non prevede scarti. Ogni scatto, indipendentemente dal suo esito, viene salvato e inserito in uno dei due grossi album che costituiscono la collezione fotografica.
2. Altre poesie: questa sezione contiene ulteriori riflessioni sulla filosofia quotidiana di Fiori, con particolare attenzione ai temi dell’identità in relazione all’invecchiamento e al passare del tempo.
3. Seconda singolare: questa parte dell’opera poetica si inserisce nel solco delle precedenti raccolte di Fiori.
4. Appendice: l’appendice è intitolata “Tre poesie per l’Orientina (18 Aprile 2008)”.

La raccolta di immagini in Autoritratto automatico è definita come un autoritratto, non come un’autobiografia completa. L’autore riflette su come la persona che era nelle prime fotografie sia ormai lontana dall’io del presente, creando un mosaico poetico frammentato che non permette di costruire una narrazione autobiografica lineare. Si tratta di una “falsa autobiografia”, così come avveniva nel precedente libro Il Conoscente, «un’opera tra le più originali e potenti della nostra letteratura degli ultimi anni». Dunque è stretta la connessione tra questi ultimi libri di Fiori, che costituiscono l’uno quasi il completamento dell’altro, un viaggio che è scavo, nella profondità della superficie, «verso la faccia».   
La protagonista di tutte le poesie di Autoritratto è la cabina fotografica. La cabina è accostata per metafora a una lunga serie di oggetti. Questo si osserva in particolare nelle poesie della prima sezione, Verso la faccia: nella prima poesia della raccolta, intitolata Foto-tessera, la cabina è definita «come nella navata di una chiesa / l’armadio bruno del confessionale»; in MM è una «capanna»; in Sera «il casottino della foto-tessera» e «luccica come un’astronave»; in Seggio è paragonata a una cabina elettorale; in Collezione è addirittura «l’oracolo»; in Scena diventa un teatrino, un «rettangolo» in cui «si prendono a bastonate Pantalone e Arlecchino»; in Obiettivo è «l’antro della Sibilla».  
L’autore sottolinea l’ironia di come la fototessera, un oggetto formale e serio, venga utilizzata in modo ludico e casual dai giovani. La cabina di autoritratti rappresenta un lascito del secolo scorso che continua a essere presente nelle città e nelle abitudini delle persone.   
Il libro offre un’analisi profonda del rapporto tra l’io e il noi, tra l’autobiografia e l’autoritratto, creando un mosaico poetico che tenta di dare un senso alla molteplicità degli scatti e dei momenti immortalati nelle fotografie.   
Secondo Andrea Cortellessa, «senza parere, in questo modo Fiori ha scritto un film “in costume”, o meglio un libro di storia: la nostra.»

## Edizioni
- U. Fiori, Autoritratto Automatico, Garzanti, Milano 2023.[3]